# Euthraulus alagarensis
Euthraulus alagarensis is een haft uit de familie Leptophlebiidae. De wetenschappelijke naam van de soort is voor het eerst geldig gepubliceerd in 2009 door Dinakaran, Balachandran & Anbalagan.
De soort komt voor in het Oriëntaals gebied.